# Nomoneuroides brunneus
Nomoneuroides brunneus är en tvåvingeart som beskrevs av Hesse 1969. Nomoneuroides brunneus ingår i släktet Nomoneuroides och familjen Mydidae.
Artens utbredningsområde är Moçambique. Inga underarter finns listade i Catalogue of Life.